# Lesbofeminismo
El lesbofeminismo es una propuesta teórica y práctica del feminismo cuya principal aportación es el entendimiento de la heterosexualidad como un régimen político y no como una preferencia, práctica, orientación u opción sexual. A partir de este análisis se generó el concepto heteropatriarcado, que hace referencia a que el sistema patriarcal se sustenta mediante la heterosexualidad. El lesbofeminismo retoma conceptos y aportaciones del feminismo lésbico blanco occidental, muchas autoras incorporan un análisis descolonial, antirracista, antimilitarista y de clase.

## Historia
El lesbofeminismo retoma aportaciones del feminismo lésbico de autoras europeas y blancas como Monique Wittig, Adrienne Rich, Charlotte Bunch, Sheila Jeffreys y también afroamericanas como Cheryl Clarke y Audre Lorde, entre otras, que analizaban el sistema patriarcal como sustentado en la heterosexualidad obligatoria. En sus análisis, la heterosexualidad sería un componente coercitivo para las mujeres, fundamental para sustentar el sistema patriarcal de explotación de las mismas por parte de los hombres.
Sin embargo, el lesbofeminismo cuestiona el sistema-mundo patriarcal, heterosexual, colonial y racista como un todo, incorporando además en algunas regiones, críticas a la gordofobia y adultocentrismo o edadismo. De las teóricas más importantes en generar estas reflexiones están Ochy Curiel Pichardo, lesbiana feminista antirracista y descolonial dominicana que analiza la heterosexualidad como una forma de organización social patriarcal en su libro La Nación Heterosexual, y  Yan María Yaoyólotl Castro, que desde los sesenta esgrimía que el lesbianismo es una postura política y no una mera orientación sexual. 
A finales de los setenta se suscitó una ruptura con el movimiento heterofeminista latinoamericano que marginaba a las lesbianas y consideraba que el lesbianismo era un asunto privado y no un posicionamiento feminista que cuestionaba la estructura de poder heterosexual, lo cual dio como resultado que se organizara en México en 1987 el primer Encuentro autónomo Lésbico Feminista, que reunió a lesbofeministas y feministas de diferentes regiones para discutir prácticas, pensares, reflexiones, conceptos y teorías articuladas en su experiencia contra el heteropatriarcado. A partir de 2011 se modificó el nombre a "Encuentro Lésbico Feminista de Abya Yala", incorporando una visión descolonial. Actualmente existe mucha producción teórica lesbofeminista que incorpora diferentes perspectivas según su contexto de producción, aunque este conocimiento y propuesta política siguen siendo marginados e invisibilizados.

## Encuentros Lésbicos Feministas
Los Encuentros Lésbicos Feministas, que son encuentros autónomos y autogestionados organizados por lesbianas feministas de todas las regiones de Latinoamérica y el Caribe, han tenido lugar cada dos años en diferentes países de la región desde 1987 hasta 2014. Los Encuentros que se han realizado han sido los siguientes:
- 1987. México
- 1990. Costa Rica
- 1992. Puerto Rico
- 1995. Argentina
- 1999. Brasil
- 2004. México
- 2007. Chile
- 2010. Guatemala
- 2012. Bolivia
- 2014. Colombia